# Huntia
Genre
Huntia est un genre d'araignées aranéomorphes de la famille des Zoropsidae.

## Distribution
Les espèces de ce genre sont endémiques d'Australie. Elles se rencontrent au Victoria et en Australie-Occidentale.

## Liste des espèces
Selon World Spider Catalog (version 17.0, 20/05/2016) :
- Huntia deepensis Gray & Thompson, 2001
- Huntia murrindal Gray & Thompson, 2001

## Étymologie
Ce genre est nommé en l'honneur de Glenn S. Hunt.

## Publication originale
- Gray & Thompson, 2001 : New lycosoid spiders from cave and surface habitats in southern Australia and Cape Range peninsula (Araneae: Lycosoidea). Records of the Western Australian Museum Supplement, vol. 64, p. 159-170 (texte intégral).